# Novokalceve, Berezivka
Novokalceve (în ucraineană Новокальчеве) este localitatea de reședință a comunei Novokalceve din raionul Berezivka, regiunea Odesa, Ucraina. Anterior a purtat denumirea Cervonoarmiiske.

## Demografie
Componența lingvistică a comunei Novokalceve
     Ucraineană (93,57%)
     Rusă (3,06%)
     Română (2,19%)
     Alte limbi (0,48%)
Conform recensământului din 2001, majoritatea populației comunei Novokalceve era vorbitoare de ucraineană (93,57%), existând în minoritate și vorbitori de rusă (3,06%) și română (2,19%).